# Sríram Sankar Abhjankar
Sríram Sankar Abhjankar (hindiül: श्रीराम शंकर अभ्यंकर; 1930. július 22. – 2012. november 2.) indiai matematikus, aki az algebrai geometria terén tett fontos felfedezéseket. A Purdue Egyetem ipari mérnöki és informatikai karának a professzora, valamint a matematika karnak az (előkelő) professzora volt 1967 óta.

## Tanulmányai
Mahárástrában született. A Bsc fokozatát a Bombay-i Egyetemen szerezte meg 1951-ben. Az Msc fokozatát a Harvard Egyetemen szerezte meg 1952-ben és a PhD-jét is itt szerezte meg 1956-ban. Disszertációjának a címe, amit Oscar Zariski témavezető alatt írt: Local uniformization on algebraic surfaces over modular ground fields. Mielőtt a Purdue-re ment, a Cornell Egyetem-en volt helyettes professzor.

## Kutatási területei
Kutatási területei közé az algebrai geometria, a kommutatív algebra, a lokális algebra, az értékeléselmélet, a függvénytan, a kvantumelektrodinamika, a körelmélet, a kombinatorika, a CAD és a robotika tartozott. Népszerűsítette a Jacobi-sejtést. Élete utolsó időszakában számítástechikával kapcsolatos geometriával és algoritmikus algebrai geometriával foglalkozott.

## Kitüntetései
Az Indiai Tudományos Akadémia tagja ill. az Indian Journal of Pure and Applied Mathematics lap szerkesztője volt. Számtalan díj és kitüntetés tulajdonosa. 1978-ban megkapta a Chauvenet-díjat az Amerikai Matematikai Társaságtól. 1998. október 29-én a francia Angers-i Egyetem díszdoktorává avatta.